# Uno Hagberg

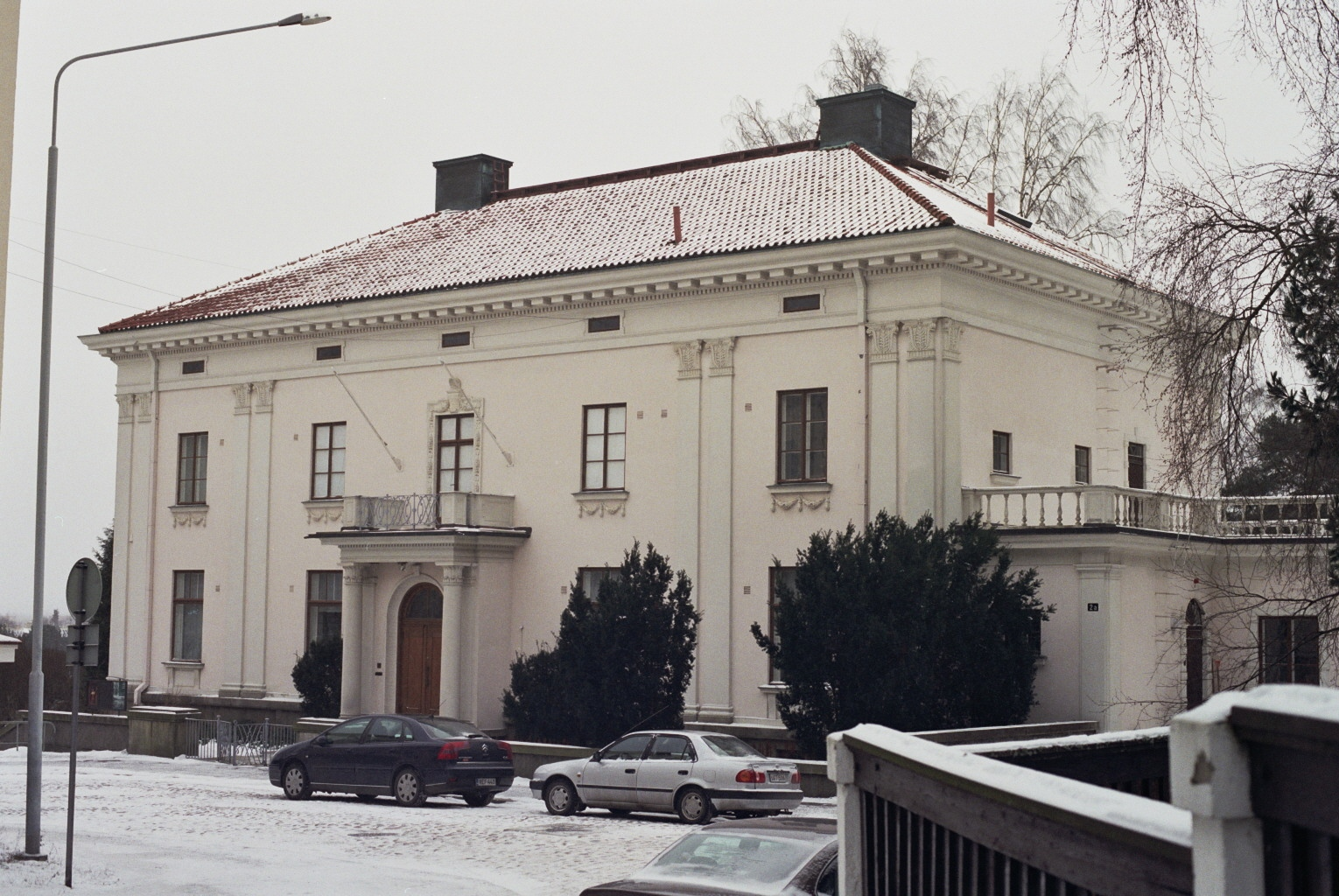
Pyynikinlinna i Tammerfors

Uno Johannes Hagberg, född 11 februari 1872, död 5 mars 1947, var en finländsk apotekare. 
Uno Hagberg var son till Albert Reinhold Hagberg och Emma Helena Sandelin. Han drev mellan 1905 och 1940 ett apotek i Tammerfors, "Apoteket i hörnet av Salutorget" ("Apteekki Kauppatorin kulmassa"), som låg i det Sandbergska huset i hörnet Handelsgatan/Aleksis Kivigatan vid Salutorget. Detta apotek hade grundats 1874 som Tammerfors andra apotek (Tammerfors II) av apotekaren Thomas Clayhills (1844–1908), som också låtit uppföra byggnaden vid torget 1882.
Uno Hagberg lät 1923–1924 uppföra villan Pyynikinlinna på Mariagatan 40, som ritades av Jarl Eklund. Huset köptes på 1930-talet som bostad av skofabrikören Emil Aaltonen, och efter hans död byggdes det om till utställningslokaler. Det inrymmer nu Emil Aaltonens museum.
Hagberg var gift med Anna Margareta (Greta) Enqvist och hade tre barn, varibland apotekaren i Tammerfors Per Olof Hagberg (1909–1984).

## Bildgalleri

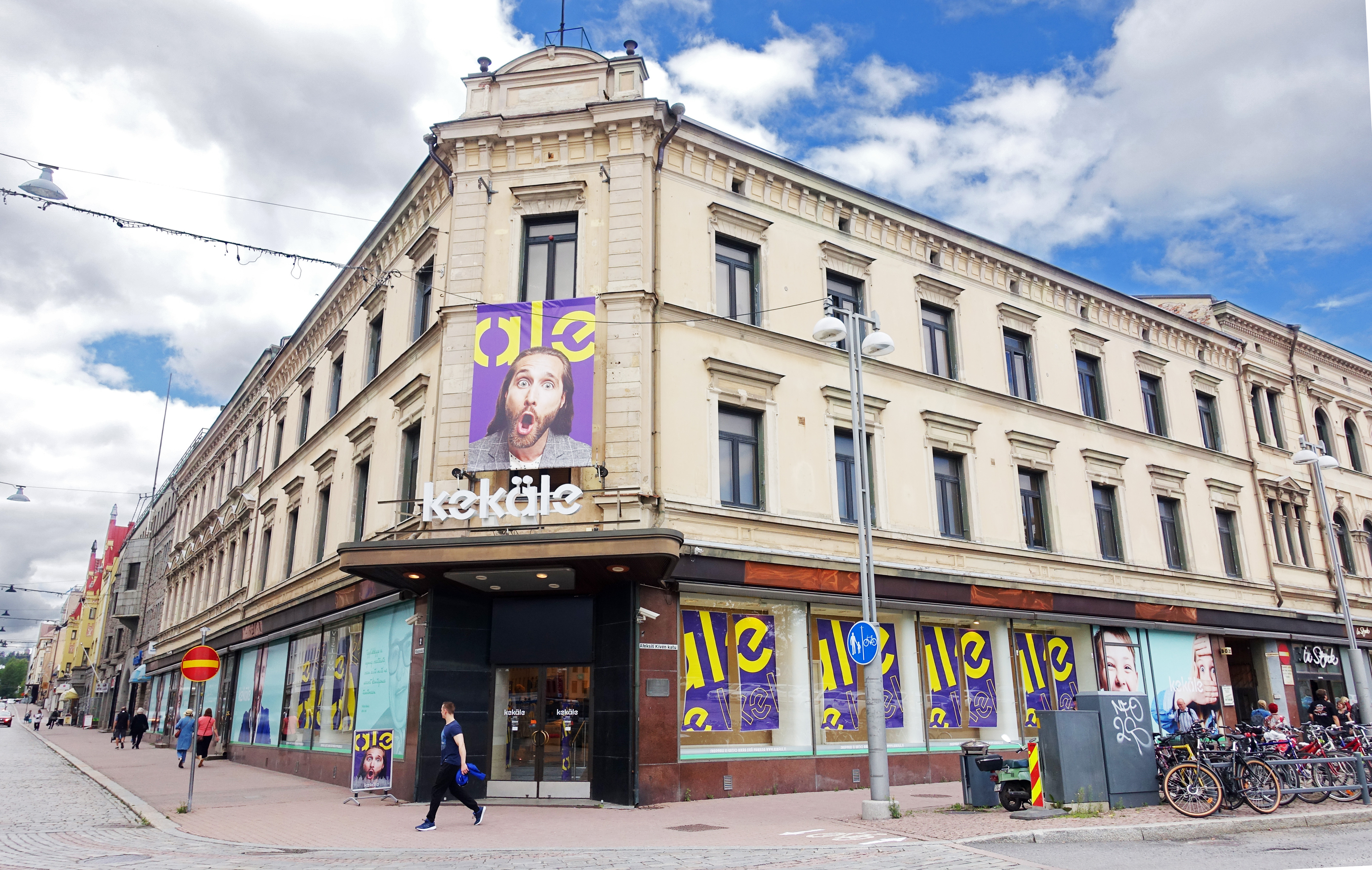
Sandbergska huset med den tidigare apotekslokalen i hörnet, 2018